# Sipalay
Sipalay est une localité de la province du Negros occidental, aux Philippines. En 2015, elle compte 70 070 habitants.